# Bursera laxiflora
Bursera laxiflora là một loài thực vật có hoa trong họ Burseraceae. Loài này được S.Watson mô tả khoa học đầu tiên năm 1889.